# Aartsbisdom Potenza-Muro Lucano-Marsico Nuovo
Het aartsbisdom Potenza-Muro Lucano-Marsico Nuovo (Latijn: Archidioecesis Potentina-Murana-Marsicensis; Italiaans: Arcidiocesi di Potenza-Muro Lucano-Marsico Nuovo) is een in Italië gelegen rooms-katholiek aartsbisdom met zetel in de stad Potenza. De aartsbisschop van Potenza-Muro Lucano-Marsico Nuovo is metropoliet van de kerkprovincie Potenza-Muro Lucano-Marsico Nuovo, waartoe ook de volgende suffragane bisdommen behoren:
- Aartsbisdom Acerenza
- Aartsbisdom Matera-Irsina
- Bisdom Melfi-Rapolla-Venosa
- Bisdom Tricarico
- Bisdom Tursi-Lagonegro

## Geschiedenis
Het bisdom Potenza werd in de 5e eeuw opgericht en was suffragaan aan het aartsbisdom Acerenza. Op 27 juni 1818 werd door paus Pius VII met de apostolische constitutie De utiliori het gebied van het opgeheven bisdom Marsico Nuovo toegevoegd. Het bisdom Potenza en Marsico Nuovo werd op 11 februari 1973 door paus Paulus VI verheven tot aartsbisdom en op 21 augustus 1976 met de apostolische constitutie Quo aptius verheven tot metropolitaan aartsbisdom. Op 30 september 1986 werd door de Congregatie voor de Bisschoppen met het decreet Instantibus votis het bisdom Muro Lucano aan het aartsbisdom toegevoegd.

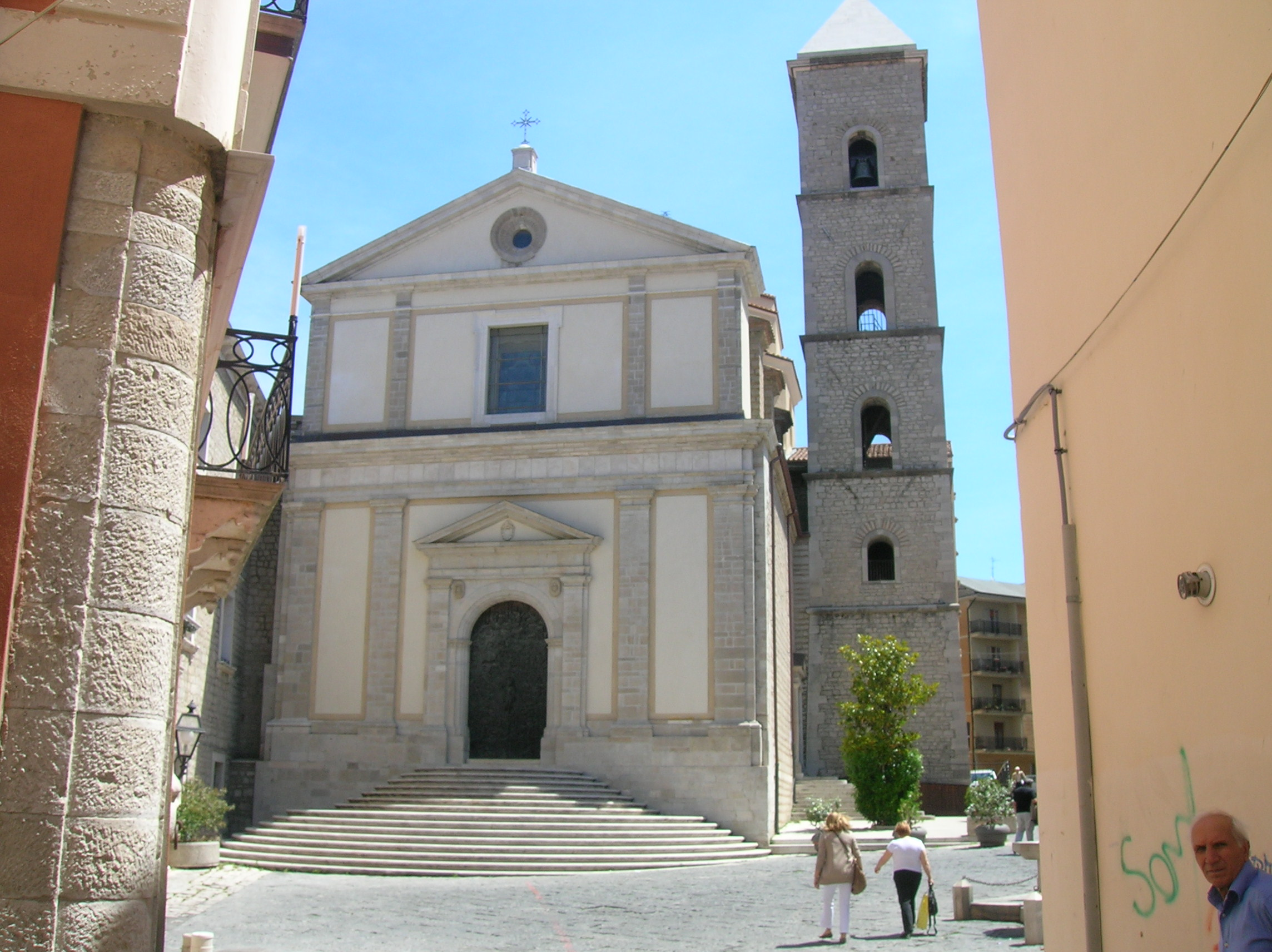
San Gerardokathedraal van Potenza
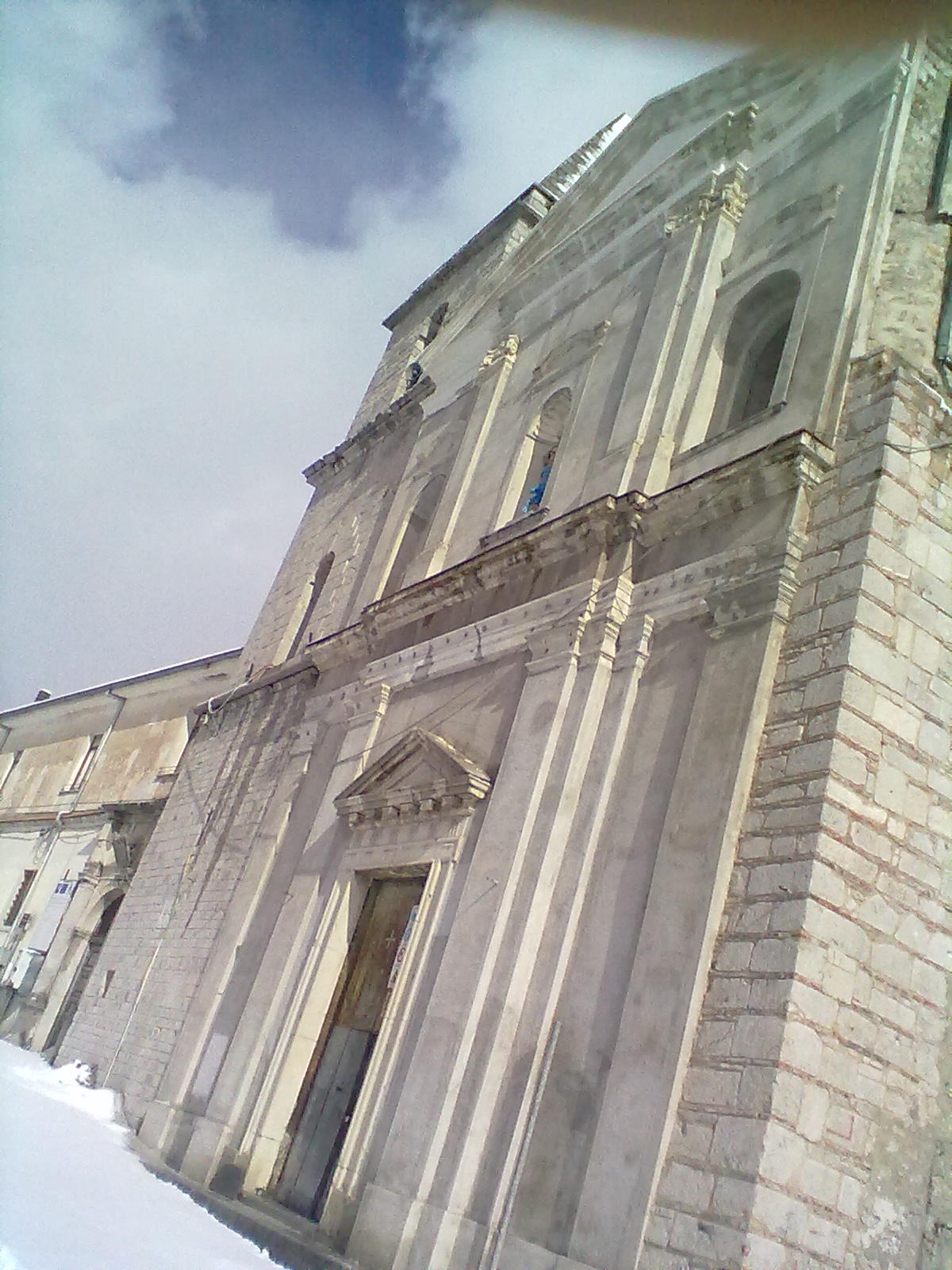
Cokathedraal van Marsico Nuovo

## Aartsbisschoppen van Potenza-Muro Lucano-Marsico Nuovo
- 1966–1976: Aurelio Sorrentino (tot 1973 bisschop van Potenza-Muro Lucano)
- 1977–1993: Giuseppe Vairo (tot 1986 aartsbisschop van Potenza-Muro Lucano)
- 1993–2001: Ennio Appignanesi
- 2001–heden: Agostino Superbo